# Frans Van Coetsem

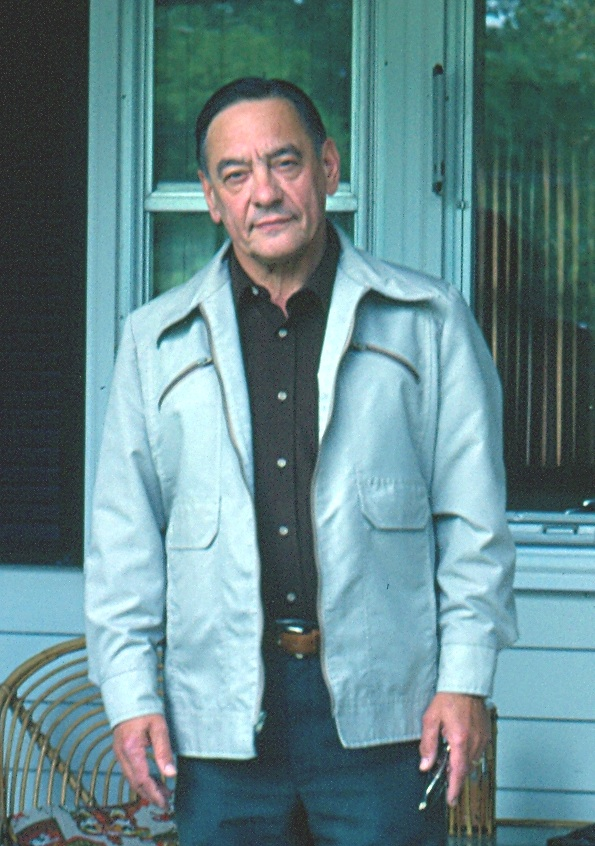
Frans Van Coetsem (zomer 1982; in Ithaca, NY, VS)

Frans (Camille Cornelis) Van Coetsem (Geraardsbergen, 14 april 1919 - 11 februari 2002) was een Belgisch (Vlaams) taalkundige, die na een wetenschappelijke carrière in Vlaanderen en Nederland in 1968 benoemd werd als hoogleraar aan de Cornell-universiteit in Ithaca, NY, Verenigde Staten, waar hij zich na verloop van tijd tot Amerikaans staatsburger liet naturaliseren.

## Leven
Van Coetsem werd geboren in Geraardsbergen, een stadje aan de taalgrens. Zijn moedertaal was het Geraardsbergs dialect. Op heel jonge leeftijd verloor hij zijn beide ouders, en hij werd door de oom en tante die hem opvoedden, nog als kind naar een Franstalig internaat gestuurd. Na zijn middelbare school begon hij in 1939 een opleiding tot regent in Nijvel en dus nogmaals in het Frans. Maar die opleiding voldeed hem niet en hij brak ze in 1941 voortijdig af om Germaanse filologie te studeren aan de Katholieke Universiteit Leuven (K.U.Leuven). Nog voor het einde van zijn studie werkte hij als tolk voor het Britse leger tijdens de invasie van Duitsland door de geallieerden. Hij studeerde af in 1946 met een licentiaatsverhandeling over de klank- en vormleer van het Geraardsbergs. Nog geen jaar later, op 30 april 1947, trouwde hij. Aan de klank- en vormleer van zijn moedertaaldialect wijdde hij ook zijn doctoraat, waarop hij in 1952 promoveerde; zijn promotor was prof. Ludovic Grootaers.
Nog voor zijn promotie werd hij aspirant-redacteur van het Woordenboek der Nederlandsche Taal (WNT), wat meebracht dat hij naar Nederland verhuisde en zich in Wassenaar vestigde, dicht bij zijn werk in Leiden. Bij het WNT werd hij tot redacteur opgeleid door K.H. Heeroma, en het was mede onder diens invloed dat hij het onderwerp koos voor zijn aggregatie voor het hoger onderwijs, dat hij behaalde in 1956, en dat nog hetzelfde jaar door de Koninklijke Nederlandse Akademie van Wetenschappen (KNAW) gepubliceerd werd. Het werk, met zijn nieuwe systematisering van de werkwoorden (zie hieronder, § 2.2), betekende een wetenschappelijke doorbraak op het gebied van de oudgermanistiek en maakte hem internationaal bekend.
Het jaar daarop werd hij aan de K.U.Leuven benoemd als opvolger van zijn in 1956 overleden promotor, en kwam hij terug naar België. Maar vanaf 1963 was hij tegelijkertijd buitengewoon hoogleraar oudgermanistiek aan de Universiteit Leiden.
Tijdens het academiejaar 1965–1966 werd hij uitgenodigd als gasthoogleraar door de Cornell Universiteit. De mogelijkheden die hem daar geboden werden, zowel voor onderzoek als voor onderwijs aan kleine groepen van reeds degelijk gevormde graduate students deden hem in 1968 besluiten het aanbod definitief naar Cornell te gaan, te aanvaarden.
In Cornell leidde hij een aantal promovendi op, die allen naderhand een academische carrière hadden. Na zijn emeritaat in 1989 bleef hij actief, als begeleider van graduate students en als onderzoeker. Het was voornamelijk tijdens zijn emeritaat dat hij zijn baanbrekende werken schreef op het gebied van taalcontact, inclusief een werk dat nog onvoltooid was bij zijn dood en dat (verkort) postuum gepubliceerd werd.
Een vijftal jaren na de dood van zijn echtgenote werd bij Van Coetsem kanker vastgesteld, waaraan hij op 82-jarige leeftijd overleed.

## Werk

### Als docent
Van Coetsem wist zowel grote aula’s met meer dan 200 studenten (zoals tijdens zijn colleges Fonetiek aan de K.U.Leuven) als kleine groepen graduate students gezeten rond de grote tafel in zijn bureau in Cornell te boeien. Wat hij te vertellen had, was goed doordacht en hij vertelde het heel enthousiast. Hij kon een stelling bepleiten met echte passie, en dan zag zijn bord er weleens uit als een abstract expressionistisch schilderij — hij was geen orthodox didacticus. Maar zijn betoog bleef altijd helder, en hij verloor nooit de grote lijn uit het oog, ook niet wanneer een vraag van een student hem op een zijspoor leidde. Dat gebeurde regelmatig, want dergelijke vragen waren altijd welkom: hij nam zijn studenten au sérieux. (De informele sfeer in Cornell tussen professoren en studenten was ook een van de dingen die hem naar Cornell gelokt hadden.) De uitweidingen die dikwijls op dergelijke vragen volgden, boden hem de gelegenheid te spreken over de problemen die hem als onderzoeker bezig hielden en zijn studenten zo tot aan de grenzen van modern taalkundig onderzoek te leiden. Zo leerde hij hun heel concreet wat de problemen waren en hoe ze konden aangepakt worden.
Als begeleider van scripties en als promotor had hij in principe een lichte hand. Hij respecteerde zijn studenten te zeer om hun tekst meer te corrigeren dan strikt nodig was, en hij had er geen problemen mee dat zij stellingen verdedigden waarmee hij het niet eens was of methoden volgden die niet de zijne waren. (Zie ook § 2.2.) Integendeel, als hun werk solide was, hielp hij hen het te verbeteren volgens hun eigen opvattingen. De variëteit van de doctoraten die hij geleid heeft, is dan ook opvallend.

### Als onderzoeker
Frans Van Coetsem beleefde zijn onderzoek als een echte roeping. Wat hij schreef, was altijd het resultaat van grondige voorstudie, en zijn scherp geformuleerde argumentatie was telkens tot in haar consequenties doorgedacht. Twee gebeurtenissen in zijn leven tonen duidelijk aan welke hoge eisen wetenschappelijk onderzoek volgens hem stelde, en hoe buitengewoon streng hij in de eerste plaats voor zijn eigen werk was. (1) Tijdens het schrijven van zijn doctoraat was hij geleidelijk tot het inzicht gekomen dat het neogrammatische paradigma waarin hij had gewerkt, achterhaald was. Het gevolg van dat inzicht was dat hij zijn hele leven lang geweigerd heeft het werk te publiceren, ondanks de zeer hoge kwaliteit ervan. (2) De uitgave van zijn hoger aggregaat in 1956 was zo’n succes dat de oplage van dit nochtans zeer specialistisch werk vrij snel uitverkocht was en de KNAW in 1964 een fotomechanische herdruk uitbracht, buiten Frans Van Coetsems medeweten. Toen hij dat (pas na enige tijd) ontdekte, eiste en verkreeg hij dat in alle nog niet verkochte exemplaren een mededeling werd gekleefd, waarin hij zei dat hij sommige stukken aan de recentste stand van het onderzoek had willen aanpassen.
Hij kon zich erg opwinden over wetenschappers die hun werk niet naar behoren deden (die “de boel bedotten”, zoals hij het zei) of die wetenschap beschouwden als een middel tot zelfpromotie. Maar voor onderzoekers die wel serieus werkten, had hij veel waardering en respect, wat ook hun oriëntering of opvattingen waren. De geschiedenis van Toward a Grammar of Proto-Germanic illustreert dat. Hij had het werk bedoeld als een moderne vervanger van Eduard Prokosch’ grammatica uit 1939, en daarvoor een aantal bekende oudgermanisten aangetrokken. De hoofdstukken die zij schreven, waren zeer ongelijk van diepgang (sommige bijdragen waren geschikt voor een handboek, andere brachten fundamenteel oorspronkelijk onderzoek) en aanpak (sommige waren zuiver structuralistisch, andere pure generatieve grammatica). Hij respecteerde dat en publiceerde wat de auteurs aangeleverd hadden, eerder dan hun een formaat of benadering op te leggen, ook al moest hij daarvoor zijn oorspronkelijk plan laten varen. Het boek is een reeks essays geworden, op te vatten als bijdragen tot een Proto-Germaanse grammatica; het is geen Proto-Germaanse grammatica.
Van Coetsems onderzoek bewoog zich over een breed terrein; zijn kennis van de algemene taalkunde was omvattend. Zijn eigen onderzoek betrof vooral de volgende vier domeinen:
1. Neerlandistiek
2. vergelijkende taalkunde van de Germaanse talen
3. fonetiek
4. taalcontact

Hij begon als neerlandist, met zijn doctoraat en zijn werk als WNT-redacteur. Een constante in zijn neerlandistiek was zijn belangstelling voor de variatie binnen het Nederlands: noorden versus zuiden — zijn nochtans korte artikel over de rijksgrens als taalgrens werd veel geciteerd — en dialect versus standaardtaal — hij was de wetenschappelijke expert achter het populaire tv-programma Hier spreekt men Nederlands. Deze belangstelling zou tijdens zijn emeritaat weer zeer prominent worden [zie (4) hieronder].
Het bekendst was Van Coetsem als specialist vergelijkende taalkunde van de Germaanse talen. In plaats van het Proto-Germaans als één enkele taalfase te beschouwen, realiseerde hij zich dat “Proto-Germaans” lang geduurd had, en dat er periodes in te onderscheiden waren. In combinatie met zijn kennis van de fonetiek en de fonologie leidde die periodisering tot een heel nieuwe indeling van de sterke, dat wil zeggen onregelmatige werkwoorden, die veel van hun eigenaardigheden verklaart (cf. de lange titel van zijn boek uit 1956). Indirect volgde daaruit ook een nieuwe verklaring van de ē², een oud en hardnekkig probleem in de vergelijkende Germaanse taalkunde. Het betreft een lange ē die in het Proto-Germaans is opgedoken — volgens Van Coetsem in een late fase ervan — en die niet dezelfde is als de lange ē, de ē¹, die uit het Proto-Indo-Europees was overgeërfd. (Het onderscheid leeft nog steeds voort in het Nederlands: hier gaat terug op Proto-Germaans *hē²r, waar ‘niet gelogen’ op Proto-Germaans *wē¹ra .) — Dit alles was de reden waarom hem gevraagd werd het deel over Proto-Germaans te schrijven in de internationale verzamelband Kurzer Grundriß der germanischen Philologie bis 1500 (verschenen 1970) en wellicht de hoofdreden voor zijn uitnodiging naar Cornell. Hij is deze ideeën blijven ontwikkelen en verfijnen tot aan het einde van zijn leven; cf. zijn boeken uit 1990 en 1994.
Van Coetsem werd opgeleid in de fonetiek; de fonologie was toen nog een zeer jonge wetenschap (de eerste twee handboeken, dat van Van Wijk en dat van N.S. Trubetzkoy, dateren van 1939). In beide zou hij baanbrekend werk verrichten. Zo maakte hij bijvoorbeeld deel uit van het team dat de eerste radiografische contrastfoto’s van enkele Standaardnederlandse klinkers realiseerde in het instituut voor fysiologie van de K.U.Leuven, waaraan hij ook doceerde — al in de jaren vijftig was interdisciplinariteit voor hem geen ijdel woord. Hij was trouwens mede-oprichter van de logopedie aan de K.U.Leuven. Fonologie speelt een belangrijke rol in haast al zijn publicaties over de Germaanse talen, en het was het eerste deelgebied waarop hij focuste in zijn studie over taalcontact. Ook problemen in verband met het accent boeiden hem, zoals blijkt uit zijn Towards a Typology of Lexical Accent en uit de allerlaatste publicatie die hij zelf nog kon publiceren (in 2001), waarin hij een originele verklaring gaf van het grote verschil tussen de accenten van Brits en Amerikaans Engels. (Vgl. de uitspraak van necessary, waarin de Britten dikwijls de derde lettergreep weglaten, necess’ry, terwijl de Amerikanen die derde lettergreep een nevenaccent geven.) Het Brits is een taal met een extreem dominant accent: beklemtoonde lettergrepen worden daarin zo sterk beklemtoond dat de andere sterk verzwakken of zelfs verdwijnen. De immigranten in Amerika (net als trouwens wie net Engels begint te leren) hadden moeite met deze extreme manier van doen: zij slikten veel minder lettergrepen in, en hun uitspraak bepaalde mee de Amerikaanse uitspraak van het Engels.
Zijn belangstelling voor taalvariëteit mondde vooral tijdens zijn emeritaat uit in een diepgaande studie van taalcontact. De studie daarvan had het traditioneel over 'interferentie', beïnvloeding. Van Coetsem maakte een duidelijk onderscheid tussen twee fundamenteel verschillende soorten, namelijk ontlening, wat bijvoorbeeld gebeurt wanneer een Nederlandstalige de [g] van Engels goal gewoon overneemt, en impositie, wat gebeurt wanneer die Nederlandstalige zijn Nederlandse uitspraakgewoonte als het ware aan het Engels oplegt en goal met zijn Nederlandse [ɣ] uitspreekt. Dit onderscheid lijkt evident, en het is dat ook, maar niemand had het ooit zo scherp geformuleerd als Van Coetsem, noch er zo duidelijk de implicaties van vermoed. Er is een tweede fundamenteel punt dat men bij de studie van taalcontact voor ogen moet houden: de mate van stabiliteit van een taalverschijnsel. In een aantal publicaties heeft Van Coetsem deze ideeën uitgewerkt en proeven van toepassingen gegeven.

## Eerbewijzen
- In 1964 werd Frans Van Coetsem benoemd als “Korrespondierendes Mitglied in Übersee für den Wissenschaftlichen Rat des Instituts für Deutsche Sprache” in Mannheim, een functie die hij tot 1997 waarnam.
- Op 14 april 1970 werd hij geïnstalleerd als buitenlands lid van de Koninklijke Nederlandse Akademie van Wetenschappen, Afdeling Letterkunde.
- Tijdens het zomersemester van 1976 werd hij uitgenodigd als gastprofessor door de Universiteit van Wenen voor een reeks colleges over oudgermanistiek en een reeks over de neogrammatische, structuralistische en generatieve benadering van de historische grammatica.
- Hij werd uitgenodigd door het Meertens Instituut (Amsterdam) om de keynote speech te houden tijdens een colloquium over dialect en standaardtaal georganiseerd door de KNAW van 15 tot 18 oktober 1990. Het artikel uit 1992 is de gepubliceerde, uitgewerkte versie hiervan.[12]

- Bibsys: 90152892
- Bibliothèque nationale de France: cb120851179 (data)
- Biografisch Portaal: 72019615
- CiNii: DA01206001
- Digitale Bibliotheek voor de Nederlandse Letteren: coet001
- Gemeinsame Normdatei: 1042781885
- International Standard Name Identifier: 0000 0001 1634 3364
- Library of Congress Control Number: n81068591
- Mathematics Genealogy Project: 260165
- Nationale Bibliotheek van Israël: 987007276763905171
- Nederlandse Thesaurus van Auteursnamen: 069166722
- Système universitaire de documentation: 02916897X
- Virtual International Authority File: 46786576
- WorldCat: E39PBJd89RPFmrCMDrCkFvPhHC